# Echinothecium reticulatum
Echinothecium reticulatum är en lavart som beskrevs av Zopf 1898. Echinothecium reticulatum ingår i släktet Echinothecium och familjen Capnodiaceae.  Arten är reproducerande i Sverige. Inga underarter finns listade i Catalogue of Life.